# Dactylogyrus
Dactylogyrus är ett släkte av plattmaskar. Dactylogyrus ingår i familjen Dactylogyridae.
Kladogram enligt Catalogue of Life:
| Dactylogyrus | \| \| Dactylogyrus banghami \| \| \| \| \| \| Dactylogyrus vastator \| \| \| \| |
|              | \| \| Dactylogyrus banghami \| \| \| \| \| \| Dactylogyrus vastator \| \| \| \| |
|              | Dactylogyrus banghami                                                           |
|              |                                                                                 |
|              | Dactylogyrus vastator                                                           |
|              |                                                                                 |